# Le Chemin de Damas (Strindberg)
À Damas ou Vers Damas
Pour les articles homonymes, voir Le Chemin de Damas.
Le Chemin de Damas (en suédois : Till Damaskus), également connu sous le nom de Vers Damas, est une trilogie de pièces de théâtre du dramaturge suédois August Strindberg. Les deux premières parties ont été publiées en 1898, la troisième en 1904.

## Liminaire
Le titre fait allusion à la représentation du Nouveau Testament de la conversion de Paul (de Tarse) sur son chemin vers Damas.
La pièce est la première qui marque la réorientation vers une attitude ouvertement chrétienne de Strindberg.
Le Chemin de Damas a été décrit comme « la pièce la plus complexe de Strindberg » et comme « sa plus grande pièce », en raison de sa « synthèse d'une grande variété de mythes, de symboles et d'idées avec une profonde analyse spirituelle sous une nouvelle forme dramatique ».

## Processus d'écriture
Strindberg commence à écrire la première partie en janvier 1898 en France et, le 8 mars, le manuscrit est terminé. C'est le premier drame écrit par Strindberg depuis cinq ans. « Si vous le trouvez bien », écrit-il à Gustaf af Geijerstam, « lancez-le au théâtre. Si vous trouvez cela impossible, cachez-le ». À cette époque, il considérait que la première partie était complète en elle-même ; il n'avait pas l'intention à l'origine de la faire suivre de deux suites. Il commence à écrire la deuxième partie au cours de l'été 1898 à Lund et l'achève à la mi-juillet. Les deux premières parties sont publiées en un seul volume en octobre 1898. Strindberg s'arrange pour qu'une copie soit envoyée à Henrik Ibsen, le décrivant comme « le Maître, de qui il a beaucoup appris ». Strindberg commence à écrire la troisième partie en janvier 1901, partie qui est publiée en avril 1904.

## Analyse et critique
La structure dramatique de la première partie utilise une forme circulaire et palindromique du « drame à stations (de) » médiéval,. Le protagoniste, l'Étranger, en route vers un asile, passe par sept « stations » ; arrivé à l'asile, il revient ensuite dans chacun dans l'ordre inverse, avant d'arriver à son point de départ au coin d'une rue. Peter Szondi décrit cette forme comme un type de théâtre subjectif dans lequel l'« unité d'action » classique est remplacée par une « unité de soi » :

« Dans le « drame à stations », le héros, dont l'évolution est décrite, est séparé de la manière la plus nette possible des autres personnages qu'il rencontre dans les gares sur son chemin. Ils n'apparaissent qu'en fonction de ses rencontres avec eux et uniquement de son point de vue. Ce sont donc des références à lui. »

Cette technique affecte radicalement la manière dont le temps opère dans le drame, produisant une qualité statique et épisodique aux scènes. Il appartient à ce que l'on a appelé la « je-dramaturgie ».

## Historique de la production
Le Chemin de Damas est créé au Royal Dramatic Theatre de Stockholm le 19 novembre 1900, sous la direction d'Emil Grandinson,. August Palme jouait l'Étranger et Harriet Bosse jouait la Dame. Le metteur en scène espérait utiliser des lanternes magiques projetées sur de la gaze comme moyen de faire face aux nombreux changements de scène que la pièce nécessitait, bien qu'il ait été contraint d'abandonner l'idée face à des difficultés techniques. La production a duré vingt représentations.
En France, elle a notamment été jouée au théâtre du Vieux-Colombier en mai 1949, dans une mise en scène de Nadine Lefèbure (avec Sacha Pitoëff dans le rôle de l'Etranger, Muguette Villatte dans celui de la Dame, Génica Athanasiou dans celui de la Mère et Pierre Marteville dans celui du Père).